# 驚聲尖笑4
《驚聲尖笑4》（英語：Scary Movie 4）是2006年的一部幽默電影，為《驚聲尖笑》系列電影的第四部。這部電影本來會是驚聲尖笑系列的最後一部電影，但2009年，The Weinstein Company宣佈將拍攝驚聲尖笑5。這部電影戲仿了奪魂鋸、咒怨、金剛、叔比狗、登峰造擊、世界大戰等電影。

## 內容簡介
無厘頭爆笑喜劇第一把交椅「驚聲尖笑」再度出擊，每次出手都大肆調侃賣座鉅片，這一次對準的是「不死咒怨」（The Grudge）、「奪魂鋸」（Saw）、「世界大戰」（War of the Worlds）、「斷背山」（Brokeback Mountain）、「陰森林」（The Village）、「登峰造擊」（Million Dollar Baby）。 
主角辛蒂（安娜·法瑞丝飾）會遇上《咒怨》中的白臉小鬼，被迫替「他」尋找真兇和被殺的原因，結果陷入《奪魂鋸》的困局。幸得「湯姆克『乳』斯」將小鬼生擒，辛蒂才逃過一刧。好友布蘭達（瑞吉娜·霍爾飾）亦跟辛蒂共同進退，這集加入大蠢材湯姆，三人會共同對抗外星人，保衛地球。

## 製作
主體拍攝於2006年1月結束。

## 外部連結
- 官方网站
- 互联网电影数据库（IMDb）上《驚聲尖笑4》的资料（英文）
- AllMovie上《驚聲尖笑4》的资料（英文）
- Box Office Mojo上《驚聲尖笑4》的資料（英文）
- 爛番茄上《驚聲尖笑4》的資料（英文）
- Metacritic上《驚聲尖笑4》的資料（英文）